# スウェーデンのビール
スウェーデンのビール（英語: Beer in Sweden）では、スウェーデンで製造されるビールの概要について記す。

## 歴史
スウェーデンでビール（エール）の醸造は長い歴史を持つ。10世紀頃に北欧の古詩を集めて作られた『ハヴァマール』には、エールと蜂蜜酒を醸造していたことが判る記述もある。
19世紀になるとスウェーデンの大都市には数多くの小さな醸造所が造られた。すべての町には少なくとも1つの醸造所があった。20世紀になるとこういった小規模な醸造所の合併や買収が起こり、次第に統合されていった。この統合の動きは1970年代後半から1980年代初めまで続いた。残ったのはプリップス、スペンドラップ、ファルコーンの3社である。
1988年にはスウェーデン国内のビール醸造所は9つにまで減ったが、1990年代になると世界的な地ビールの流行から、スウェーデンでもニルス・オスカー醸造所のように小規模な醸造所が再び成長し始める。2015年には約150の醸造所がスウェーデン国内に存在している。
スウェーデンでは、スーパーマーケットやコンビニエンスストアでもアルコール類を販売することができ、瓶ビール、缶ビールともに豊富な品揃えがある。しかし、スーパーマーケットやコンビニエンスストアで販売しても良い酒類にはアルコール度数が3.5%以下という規制がある。このため、ハイネケン（オランダ）やカールスバーグ（デンマーク）といった輸入銘柄もスウェーデン向けとして低アルコール度数にした製品がある。システムボラゲットと呼ばれる国営の販売所で販売される酒類には、こういったアルコール度数の制限はない。またレストランやバーなど店で飲むことを前提に提供する場合にも、こういった制限はない。

## スウェーデンのビールの分類
スウェーデンではアルコール濃度に応じてビールには3種類の区分が設けられている。
Class I (Lättöl)
light beerの意
アルコール度数2.25%以下。酒税対象外。
ランチビールとして仕事中に飲まれることもある。
Class II (Folköl)
People's Beerの意
アルコール度数3.5%未満。酒税あり。
上述のようにスーパーマーケットやコンビニエンスストアで販売できるアルコール度数の上限。
Class III (Starköl)
strong beerの意
アルコール度数3.5%以上。酒税あり。
上述のようにシステムボラゲットでのみ販売できる。

## スウェーデンのビールの銘柄
マリエスタード
1848年から造られている古参のビール。
スペンドラップ製。2013年にはスウェーデンで2番目に売れた銘柄。
エリクスバリ
現在はカールスバーグ・スウェーデンによって製造されている。ヨーテボリのエリクスバリ醸造所で造られていたビール。
ソフィエロ・オリジナル
コッパルベリ・ブリィヤリが2003年から販売開始。以降、11年間連続で「最もスウェーデンで売れているビール」とされる。
最も売れているのはアルコール度数5.2%の製品だが、スーパーマーケットなどで販売できる2.25%、2.8%と3.5%の製品もある。また、アルコール度数を5.9%や7.5%に高めたソフィエロ・オリジナルもある。
2013年には、年間で約1560万リットルが呑まれており、単純計算では1秒に1本売れたことになる。
人気の秘訣は低価格にあり、平均的なビールの価格が13クローネから16クローネであるのに対し、ソフィエロ・オリジナルは10クローネで販売を開始している。
デンマークのカールスバーグ、ツボルグもよく飲まれている。

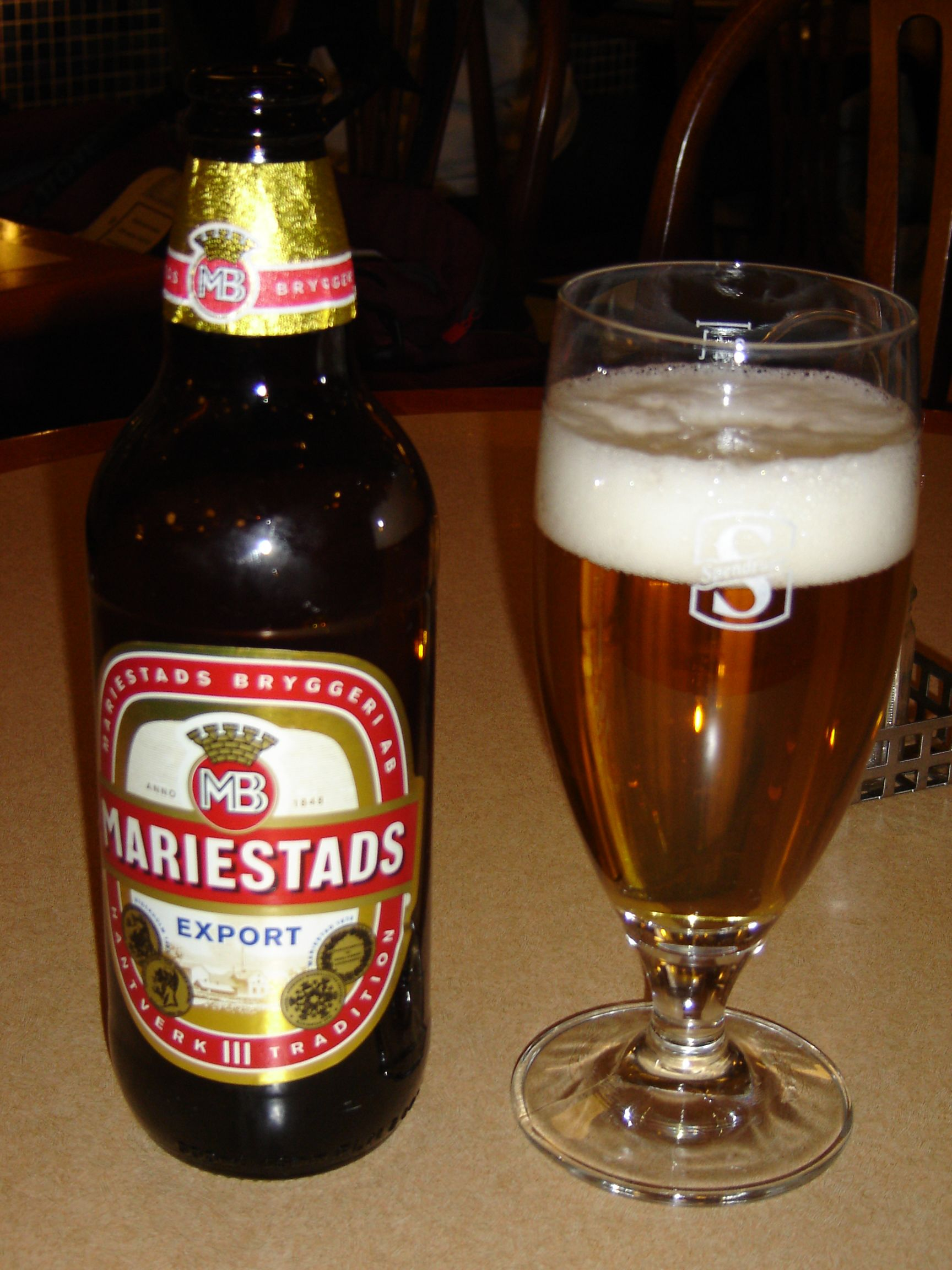
マリエスタード
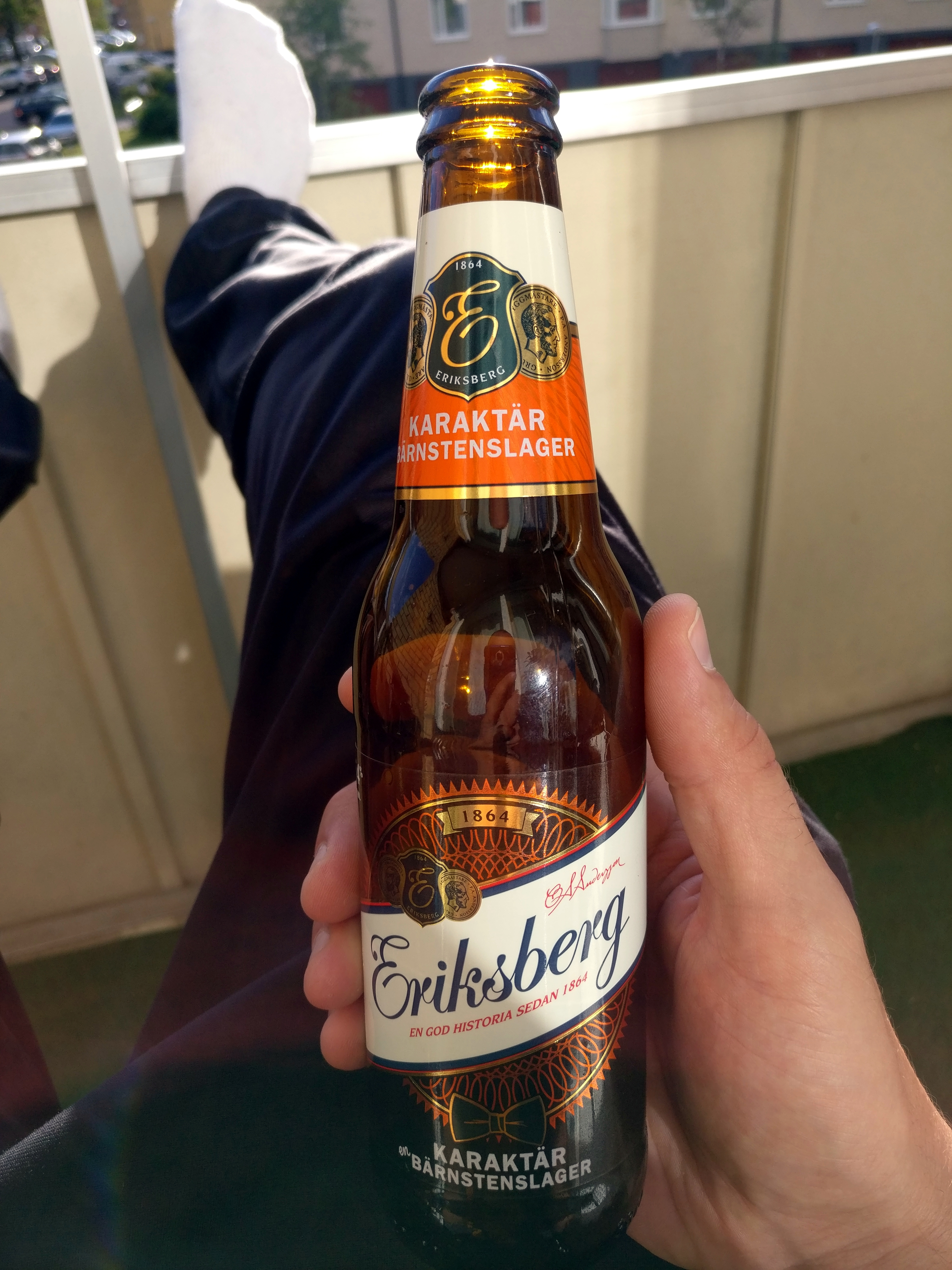
エリクスバリ
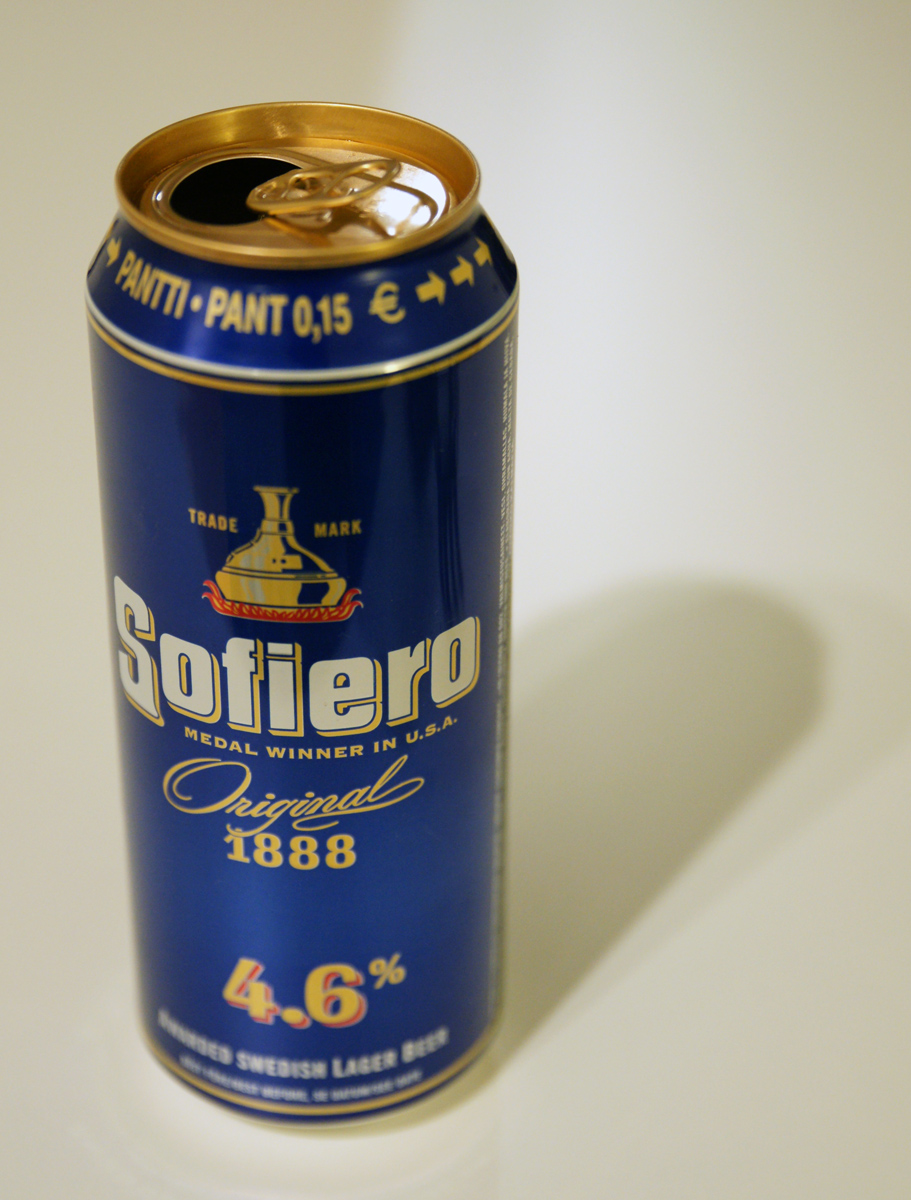
ソフィエロ 4.6%
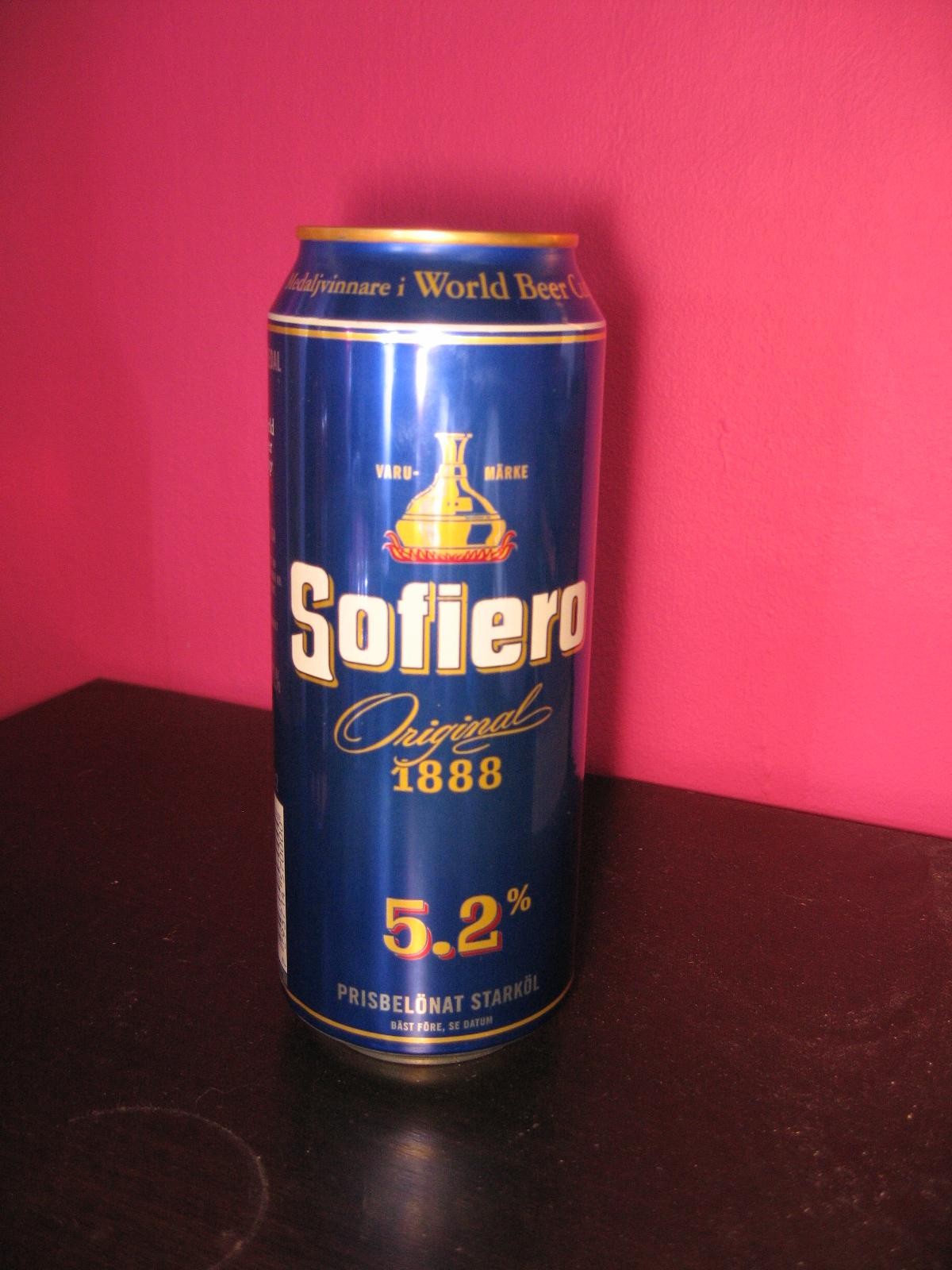
ソフィエロ 5.2%
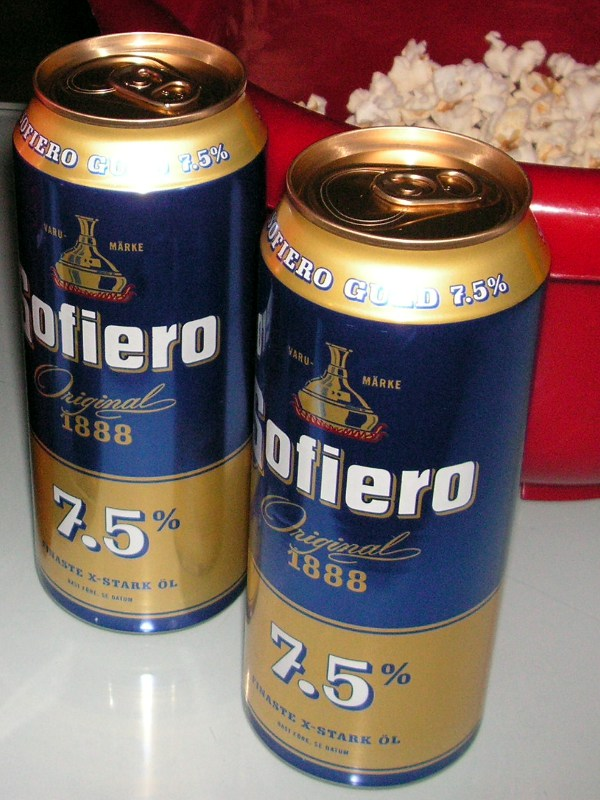
ソフィエロ 7.5%